# Gaudencja
Gaudencja – żeński odpowiednik imienia Gaudenty. Patronką tego imienia jest św. Gaudencja, zm. w Rzymie.
Gaudencja imieniny obchodzi 30 sierpnia.